# René Laforgue

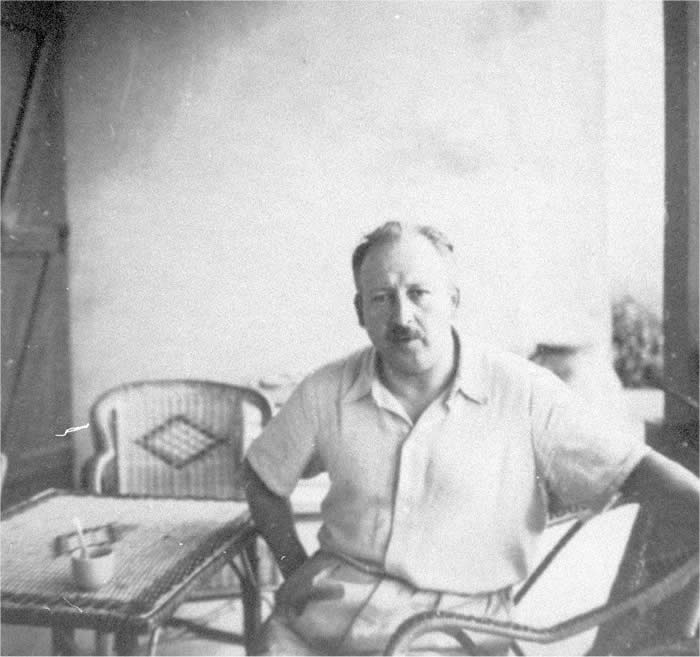
René Laforgue

René Laforgue (* 5. November 1894 in Thann, Elsass, Deutsches Reich; † 6. März 1962 in Paris) war ein französischer Psychiater und Psychoanalytiker. Er zählt zu den Pionieren der Psychoanalyse in Frankreich.

## Leben
Laforgues Vater war ein armer Kupferstecher, der in einer Textilfabrik arbeitete, seine Mutter kam aus einer ebenfalls armen und kinderreichen Familie.
„Der kleine René war ein Rebell; man erzieht ihn hart, was ihm unangemessen ist; man beraubt ihn seiner Spielsachen und Kleider zugunsten seiner jüngeren Brüder; seine Intelligenz erschrickt seine Umgebung, und sein Vater stellt sich seinen intellektuellen Plänen in den Weg. Seine Schuljahre sind bewegt. Rasch schickt man ihn auf ein für seine Erziehungsmethoden berüchtigtes Internat. Er nimmt Reißaus und wird in ein anderes Internat gesteckt. Im steten Kampf mit seinen Eltern liegend, fährt er nach Berlin zu Franz Oppenheimer einem angesehenen Physiologen, der schnell sein Adoptivvater ist. Der verfolgte Elsässer findet in einer jüdischen Familie Zuflucht, die ihm die zeitgenössische Kunst und die moderne Wissenschaft zugänglich macht.“
Laforgue nimmt ein Studium der Medizin in Berlin auf. „1914 wird Laforgue zum deutschen Heer eingezogen und als Unterarzt an die Ostfront geschickt. Er entdeckt das Grauen des Kriegs, die Angst, den Tod, die Realität von Krankheit, Dreck und Seuchen. Er wird verwundet, entgeht knapp dem Typhus und kehrt nach Berlin zu seien geliebten Studien zurück. Das Elsass ist jetzt wieder französisch und Laforgue wird Assistenzarzt an einem psychiatrischen Krankenhaus in Straßburg.“ Er hat die Fähigkeit, auf schizophrene Patienten einzugehen und erzielt Heilerfolge bei längst aufgegebenen Fällen. Er promoviert 1919 mit einer Arbeit über Die Affektivität der Schizophrenen und arbeitet dann in der psychiatrischen Klinik Saint-Anne in Paris.
„1921 schickt Freud Sokolnicka als seine legitime Vertreterin nach Paris.“ Laforgue absolviert seine Lehranalyse bei ihr. Er korrespondiert mit Freud und gründet mit René Allendy und Édouard Pichon die ersten medizinischen freudianischen Zirkel in Paris. 1926 ist er einer der Mitgründer der Société Psychanalytique de Paris.
Laforgue ist vor dem Zweiten Weltkrieg der bekannteste Analytiker in Paris und auch der Analytiker von Françoise Dolto. Er setzt sich hartnäckig für die Verbreitung der Psychoanalyse ein, die in Frankreich nur gegen große Widerstände und spät erfolgte.
Laforgues Haltung während der Besatzungszeit ist umstritten, insbesondere wegen seiner Zusammenarbeit mit Matthias Heinrich Göring. Nach der Befreiung wird Laforgue vor Gericht gestellt; der Prozess wird eingestellt.
Nach dem Krieg geht Laforgue nach Marokko und kehrte später nach Frankreich zurück.

## Schriften
- Jean Jacques Rousseau. Eine psychoanalytische Studie. In: Imago. Bd. 16, Heft 2, 1930, ISSN 0536-5554, S. 145–172, (Sonderabdruck: Internationaler Psychoanalytischer Verlag, Wien 1930), online.
- L'Échec de Baudelaire. Étude psychanalytique sur la névrose de Charles Baudelaire. Édition Denoel et Steele, Paris 1931.
- Libido, Angst und Zivilisation : psychoanalytische Studien, Wien: Internationaler Psychoanalytischer Verlag, 1932
- Psychopathologie de l'échec. Cahiers du Sud, Marseille 1942.
- Talleyrand. L'homme de la France. Essai psychanalytique sur la personnalite collective française (= Action et pensée. Bd. 24, ZDB-ID 977201-7). Éditions du Mont-Blanc, Genf 1947.

Neuere Ausgaben
- Clinique psychanalytique. Conférences faites à l'Institut de psychanalyse de Paris, 1934, 1935, 1936. Nouvelle édition. Bibliothèque des Introuvables u. a., Paris 2005, ISBN 2-84575-221-0.
- Psychopathologie de l'échec (= Collection les oeuvres du Dr René Laforgue.). Guy Trédaniel, Paris 1993, ISBN 2-85707-603-7.
- mit Angelo Hesnard: Aperçu de l'historique du mouvement psychanalytique en France (1925). In: l'Evolution psychiatrique. Bd. 72, Nr. 4, 2007, ISSN 0014-3855, S. 571–580
- mit Angelo Hesnard: A propos de l'aperçu de l'historique du mouvement psychanalytique en France (1927).In: l'Evolution psychiatrique. Bd. 72, Nr. 4, 2007, S. 581–583.